# Узбекистан на летних Паралимпийских играх 2008
Узбекистан на летних Паралимпийских играх 2008 был представлен двумя спортсменами в двух видах спорта (пауэрлифтинг и плавание). Оба спортсмена выступили неудачно и не смогли завоевать медали.

## Результаты выступлений

### Пауэрлифтинг
| Спортсмен       | Дисциплина         | Результат, кг | Место |
| --------------- | ------------------ | ------------- | ----- |
| Равиль Диганшин | Мужчины, до 100 кг | 170           | 10    |

### Плавание
| Спортсмен     | Дисциплина                                 | Отбор   | Отбор | Финал     | Финал     |
| Спортсмен     | Дисциплина                                 | Время   | Место | Время     | Место     |
| ------------- | ------------------------------------------ | ------- | ----- | --------- | --------- |
| Фарход Саидов | Мужчины, 50 м вольным стилем, категория S5 | 1:07.53 | 12    | Не прошёл | Не прошёл |